# Yavrum
Yavrum (türkisch = Mein Kleines) ist ein türkisches Filmdrama aus dem Jahr 1970, inszeniert von Orhan Aksoy nach einem Drehbuch von Hamdi Değirmencioğlu. Der vollständige Originaltitel des Films, wie er in der türkischen Filmgeschichte erwähnt wird, ist Ayşecik Yavrum, Karataşlı Emine.

## Handlung
Als ihr Mann Ali zur Armee geht, ist Emine schwanger. Da Ali im Dorf keine Verwandten hat, möchte er, dass Emine bis zu seiner Rückkehr in das Dorf ihres Vaters geht. Emine hingegen möchte niemandem zur Last fallen und vertraut auf den Job, den Ebe Nazife für sie gefunden hat, und entscheidet sich zu bleiben. Emine glaubt, dass sie so die Sehnsucht nach ihrem Mann besser ertragen kann.
Die Arbeit, die Ebe Nazife für Emine in einem Haus gefunden hat, ist in Wirklichkeit eine Falle. Die Hausbesitzer Handan und Cemal haben mit Ebe Nazife vereinbart, Emines Baby zu stehlen. Handan will auf diese Weise Geld von ihrem Vater bekommen, der sich nach einem Enkelkind sehnt, und hofft, dass er ihr und ihrem Mann Cemal vergibt. Nachdem Emine das Baby namens Ayşe zur Welt gebracht hat, schicken Ebe Nazife und Handan sie zu einem Besuch bei ihrem Mann, der im Militärdienst ist, und entführen das Baby Ayşe. Als Emine zurückkehrt, erwartet sie eine schlimme Nachricht. Ebe Nazife sagt ihr, dass Ayşe gestorben sei. Als Ali, der aus der Armee auf Heimaturlaub gekommen ist, lange nichts von Emine hört, erhält er die traurigen Nachrichten.
Ayşe, die als Tochter einer reichen Familie aufgewachsen ist, ist inzwischen eine junge Frau. Als sie den Bauernhof einer Freundin besucht, erwartet sie eine Überraschung.

## Produktion
Der Film wurde von Nahit Ataman und Ertem Eğilmez koproduziert.  Ein Teil des Films wurde in der Çukurova, ein anderer Teil in Antalya gedreht und einige Szenen auf dem Bahnhof Adana.

### Darsteller
Der Film, in dem Zeynep Değirmencioğlu, Semra Sar und Metin Serezli die Hauptrollen spielen, ist besetzt mit Stars des türkischen Kinos wie Suzan Avcı, Önder Somer, Mürüvvet Sim, Handan Adalı, Cevat Kurtuluş, Nubar Terziyan, Osman Alyanak und Münir Özkul. Zeynep Değirmencioğlu, die mit der Kinderfigur Ayşecik im türkischen Kino einen Meilenstein setzte, spielt in diesem Film die Rolle der Ayşe.
| Darsteller            | Figur      | Sprecher          | Darsteller          | Figur             | Sprecher         |
| --------------------- | ---------- | ----------------- | ------------------- | ----------------- | ---------------- |
| Zeynep Değirmencioğlu | Ayse       | Nursam Alçam      | Nezihe Güler        | Oya'nın annesi    | selbst           |
| Semra Sar             | Emine      | Jeyan Mahfi Tözüm | Osman Alyanak       | Fotoğrafçı        | selbst           |
| Metin Serezli         | Ali        | selbst            | Muammer Gözalan     | Avukat            | Erdoğan Esenboğa |
| Suzan Avcı            | Handan     | Alev Koral        | Gani Dede           | Durmuş Baba       | Ünal Gürel       |
| Önder Somer           | Cemal      | Hayri Esen        | Ahmet Turgutlu      | Kaptan            | selbst           |
| Mürüvvet Sim          | Dadı       | selbst            | Yusuf Sezer         | Postacı           | selbst           |
| Handan Adalı          | Ebe Nazife | Suna Pekuysal     | Hüseyin Salıcı      | Hakim             | Timuçin Caymaz   |
| Ayşe Emel Mesçi       | Oya        | selbst            | Ali Demir           | Askeri doktor     | selbst           |
| Cevat Kurtuluş        | Şoför      | Erdoğan Esenboğa  | Zeki Sezer (oyuncu) | Adana'daki doktor | Erdoğan Esenboğa |
| Nubar Terziyan        | Bahçivan   | Rıza Tüzün        | Nermin Özses        | Pamuk ırgatı      | Ayşegül Devrim   |
| Faik Coşkun           | Doktor     | Timuçin Caymaz    | und Münir Özkul     | Dede              | selbst           |